# Storosa
Genre
Storosa est un genre d'araignées aranéomorphes de la famille des Zodariidae.

## Distribution
Les espèces de ce genre sont endémiques d'Australie. Elles se rencontrent au Queensland, en Nouvelle-Galles du Sud et en Australie-Occidentale.

## Liste des espèces
Selon World Spider Catalog (version 17.5, 20/10/2016) :
- Storosa obscura Jocqué, 1991
- Storosa tetrica (Simon, 1908)

## Publication originale
- Jocqué, 1991 : A generic revision of the spider family Zodariidae (Araneae). Bulletin of the American Museum of Natural History, no 201, p. 1-160 (texte intégral).